# Cynaeda cobaini
Cynaeda cobaini (лат.) — вид бабочек из семейства огнёвок-травянок (Crambidae). Кыргызстан. Назван в честь американского рок-музыканта Курта Кобейна, лидера группы Nirvana. Основная окраска головы, груди и брюшка коричневая. Длина переднего крыла от 14 до 17 мм. Основная окраска переднего крыла светло-коричневая с желтоватым оттенком, заднее крыло в основном белое с коричневатыми отметинами. Обитает на высотах от 1800 до 3000 м по широким горным долинам с сухими глинистыми остепненными склонами. Таксон был первоначально описан в ранге подвида в составе вида Cynaeda gigantea под названием Cynaeda gigantea cobaini, а позднее по результата молекулярно-генетического исследования повышен до статуса отдельного вида Cynaeda cobaini. Основные отличия: 1) с внутренней стороны постмедиальной линии на переднем крыле cobaini расположено коричневое поле; у gigantea это поле белое; 2) постмедиальная линия заднего крыла cobaini с неясными короткими зубцами, у gigantea эта линия имеет чёткие, острые и относительно длинные зубцы; 3) cobaini в целом темнее чем gigantea; 4) постмедиальная линия заднего крыла cobaini серая, у gigantea бурая.